# Nikola Vasiljević
Nikola Vasiljević (nacido el 30 de junio de 1991) es un futbolista serbio que se desempeña como defensa en el Kolubara, de la segunda división de Serbia.
Jugó para clubes como el OFK Belgrado, CS Pandurii Târgu Jiu, Tokushima Vortis y BATE Borísov.

## Trayectoria

### Clubes
| Club                  | País        | Año         |
| --------------------- | ----------- | ----------- |
| Kolubara              | Serbia      | 2008 - 2011 |
| OFK Belgrado          | Serbia      | 2012 - 2014 |
| CS Pandurii Târgu Jiu | Rumania     | 2015 - 2016 |
| Tokushima Vortis      | Japón       | 2017        |
| BATE Borísov          | Bielorrusia | 2018 - 2019 |
| Kolubara              | Serbia      | 2020 -      |